# Boom (The Sonics)
Boom è il secondo album del gruppo musicale garage rock statunitense dei Sonics. È stato pubblicato originariamente dalla Etiquette Records nel 1966 e successivamente ristampato prima dalla Norton Records nel 1999 e poi dalla Big Beat Records nal 2007.
Come nel primo disco, la tracklist presenta diverse cover, per la prima volta viene registrato un featuring dalla band (in Don't Be Afraid of the Dark appaiono gli Wailers), ed oltre agli argomenti adolescenziali trattati negli inediti del gruppo viene affrontato il tema del satanismo (in He's Waiting). Il disco contiene anche due brani tratti dall'album d'esordio: The Witch (in due versioni: una è una prova differente della versione standard, l'altra è stata registrata dal vivo durante un concerto) e Psycho (registrata dal vivo).

## Tracce
1. Cindarella – 2:45
2. Don't Be Afraid of the Dark (feat. Wailers) – 2:26
3. Skinny Minnie (cover dei Bill Haley & His Comets) – 2:15
4. Let the Good Times Roll (cover degli Shirley and Lee) – 2:02
5. Don't You Just Know It (cover degli Squires) – 2:52
6. Jenny Jenny (cover di Little Richard) – 2:20
7. He's Waiting – 2:40
8. Louie Louie (cover di Richard Berry) – 2:58
9. Since I Fell for You (cover di Buddy Johnson) – 4:01
10. Hitch Hike (cover di Marvin Gaye) – 2:45
11. It's Alright (cover degli Impressions) – 2:14
12. Shot Down – 2:13
13. The Hustler – 2:04
14. The Witch (Alternate Take) – 2:40
15. Psycho (Live) – 2:05
16. The Witch (Live) – 3:00